# Kimiko Glenn
Kimiko Elizabeth Glenn (Phoenix, 27 de junho de 1989) é uma atriz e cantora norte-americana, conhecida pela participação na série Orange Is the New Black.